# Liste der Merkurkrater

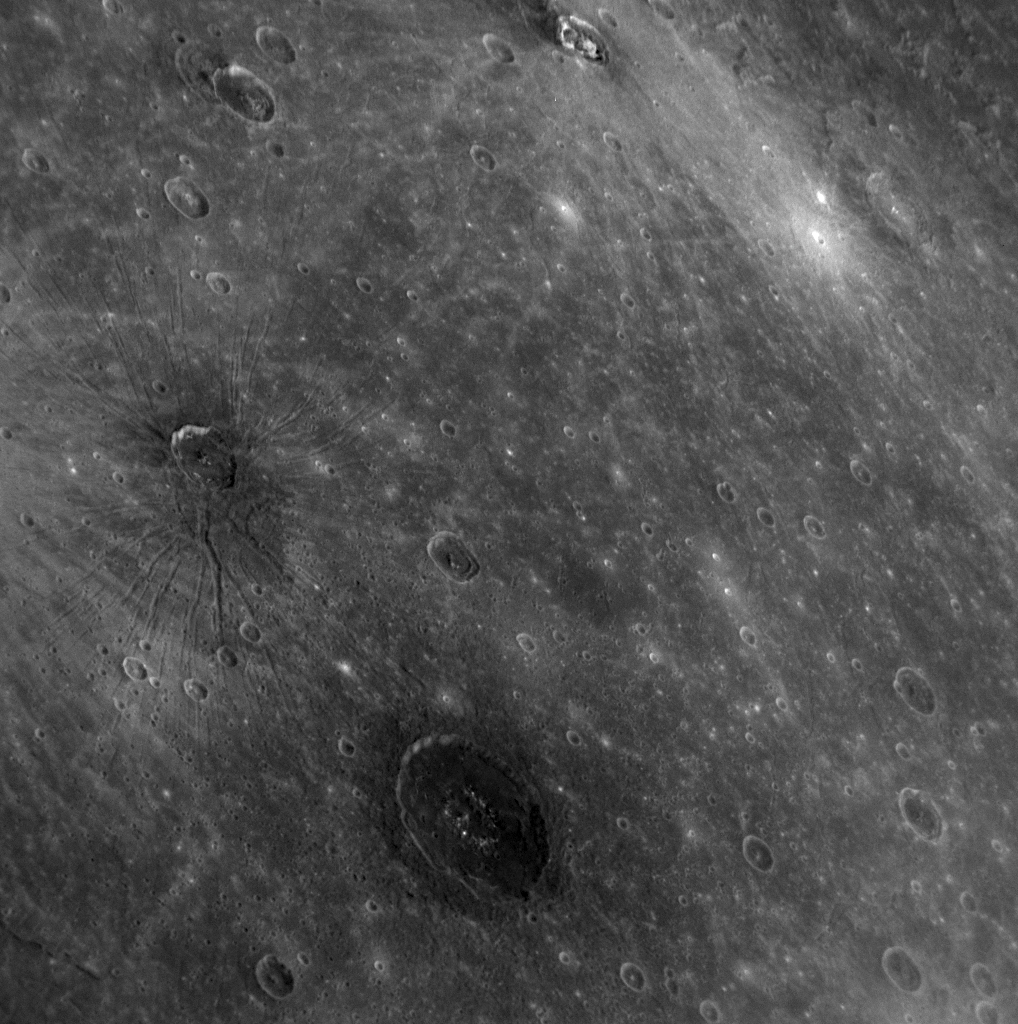
Die Oberfläche des Merkurs, unten mittig der Krater Atget

Die Liste der Merkurkrater umfasst nur die bisher offiziell benannten Einschlagkrater auf dem Merkur. Die Krater auf dem Merkur werden nach verstorbenen Künstlern, Musikern, Malern und Schriftstellern benannt, die herausragende oder grundlegende Leistungen auf ihrem Gebiet vollbrachten und seit mehr als 50 Jahren als kunsthistorisch bedeutend anerkannt sind. Einzige Ausnahmen davon sind die beiden Krater Kuiper und Hun Kal. Gerard Peter Kuiper war führend an der Vorbereitung und Organisation des Mariner-Programms beteiligt. Kurz nach seinem Tod im Jahre 1973 sendete die Sonde Mariner 10 die ersten hochauflösenden Bilder der Oberfläche des Merkurs zur Erde. Erst durch diese Bilder konnten 1976 die ersten topographischen Merkurobjekte bestimmt und benannt werden. Und der kleinste benannte Merkurkrater Hun Kal definiert den 20. Längengrad West und ist somit Grundlage des planetographischen Koordinatennetz des Merkurs.
Offizielle Namen von Strukturen auf Himmelskörpern werden von der Internationalen Astronomischen Union (IAU) vergeben. Verwaltet werden die Listen vom US Geological Survey (USGS) im Gazetteer of Planetary Nomenclature (siehe Weblinks). Sie werden online aktualisiert.
Das wahrscheinlich größte durch einen Impakt hervorgerufene topographische Objekt auf dem Merkur ist das Caloris-Becken, dieses wird jedoch aufgrund seiner sehr flachen und ebenen Struktur von der IAU zu den Planitiae und nicht zu den Kratern gezählt.

## Tabelle
| Name             | Benannt nach | Lage                      | Mittlerer Durchmesser (km) | Name gültig seit |
| ---------------- | --- | ------------------------- | -------------------------- | ---------------- |
| Abedin           | Zainul Abedin (1914–1976), bangladesch. Maler                                                                                                | 61,76000° N, 10,650000° W | 116,23                     | 9. Juli 2009     |
| Abu Nuwas        | Abu Nuwas (ca. 756–810), arab. Dichter | 17,76000° N, 21,040000° W | 116,78                     | 1976             |
| Africanus Horton | Africanus Horton (1835–1883), Schriftsteller aus Sierra Leone                                                                                | 51,02000° S, 41,290000° W | 131,91                     | 1976             |
| Ahmad Baba       | Ahmad Bābā (1556–1627), westafrikanischer Schriftsteller                                                                                     | 58,32000° N, 128,45000° W | 126,27                     | 1979             |
| Al-Akhtal        | Al-Achtal (ca. 640–710), arab. Dichter | 59,73000° N, 100,14000° W | 94,29                      | 1985             |
| Al-Hamadhani     | Badi' az-Zaman al-Hamadhani (968–1007), arab. Schriftsteller                                                                                 | 39,02000° N, 91,950000° W | 167,34                     | 1979             |
| Al-Jāhiz         | al-Dschahiz († 869), arab. Schriftsteller | 01,42000° N, 21,660000° W | 82,86                      | 1976             |
| Alencar          | José de Alencar (1829–1877), brasilian. Schriftsteller                                                                                       | 63,63000° S, 103,77000° W | 105,95                     | 1979             |
| Amaral           | Tarsila do Amaral (1886–1973), brasilian. Malerin                                                                                            | 26,54000° S, 117,80000° O | 108,52                     | 20. Nov. 2008    |
| Amru Al-Qays     | Amru Al-Qays, arab. Dichter | 12,37000° N, 176,01000° W | 47,02                      | 1976             |
| Andal            | Andal, tamil. Dichterin | 47,48000° S, 37,630000° W | 108,55                     | 1976             |
| Apollodorus      | Apollodor von Damaskus (2. Jh.), griech. Architekt                                                                                           | 30,51000° N, 163,35000° O | 41,51                      | 8. Apr. 2008     |
| Aristoxenus      | Aristoxenos (4. Jh. v. Chr.), griech. Philosoph und Musiktheoretiker                                                                         | 84,44000° N, 19,950000° W | 52,14                      | 1979             |
| Aśvaghosa        | Ashvaghosha (um 80–um 150), indischer Philosoph und Dichter                                                                                  | 10,62000° N, 21,390000° W | 88,24                      | 1976             |
| Atget            | Eugène Atget (1857–1927), französ. Fotograf                                                                                                  | 25,57000° N, 166,47000° O | 100,33                     | 8. Apr. 2008     |
| Bach             | Johann Sebastian Bach (1685–1750), deutscher Komponist                                                                                       | 69,87000° S, 102,99000° W | 214,29                     | 1976             |
| Balagtas         | Francisco Balagtas (1788–1862), philippin. Schriftsteller                                                                                    | 22,60000° S, 14,010000° W | 98,82                      | 1976             |
| Balzac           | Honoré de Balzac (1799–1850), französ. Schriftsteller                                                                                        | 10,58000° N, 144,59000° W | 67,04                      | 1976             |
| Barma            | Barma (16. Jhdt.), russ. Architekt | 40,99000° S, 163,39000° W | 122,71                     | 1982             |
| Bartók           | Béla Bartók (1881–1945), ungar. Komponist | 29,28000° S, 134,98000° W | 116,65                     | 1979             |
| Bashō            | Matsuo Bashō (1644–1694), japan. Dichter | 32,43000° S, 170,44000° W | 74,62                      | 1979             |
| Beckett          | Clarice Beckett (1887–1935), austral. Malerin                                                                                                | 40,16000° S, 111,33000° O | 60,24                      | 20. Nov. 2008    |
| Beethoven        | Ludwig van Beethoven (1770–1827), deutscher Komponist                                                                                        | 20,92000° S, 123,66000° W | 630,38                     | 1976             |
| Bek              | Bek (um 1340 v. Chr.), ägypt. Bildhauer | 21,18000° N, 50,920000° W | 32,19                      | 3. März 2010     |
| Belinskij        | Wissarion Grigorjewitsch Belinski (1811–1848), russ. Literaturkritiker und Publizist                                                         | 77,09000° S, 103,85000° W | 70,67                      | 1985             |
| Bello            | Andrés Bello (1781–1865), venezolan. Dichter und Philosoph                                                                                   | 18,89000° S, 120,08000° W | 139,13                     | 1976             |
| Benoit           | Rigaud Benoit (1911–1987), haitian. Maler | 07,51000° N, 104,41000° O | 40,12                      | 9. Juli 2009     |
| Berkel           | Sabri Berkel (1909–1993), türk. Maler und Drucktechniker                                                                                     | 13,70000° S, 26,770000° O | 22,40                      | 9. Juli 2009     |
| Bernini          | Gian Lorenzo Bernini (1598–1680), italien. Bildhauer und Architekt                                                                           | 80,33000° S, 140,63000° W | 168,13                     | 1976             |
| Berry            | Chuck Berry (1926–2017), US-amerikan. Sänger                                                                                                 | 70,57000° N, 112,73000° O | 25                         | 7. Okt. 2020     |
| Bjornson         | Bjørnstjerne Bjørnson (1832–1910), norweg. Dichter und Dramatiker                                                                            | 73,07000° N, 114,52000° W | 75,93                      | 1985             |
| Boccaccio        | Giovanni Boccaccio (1313–1375), italien. Schriftsteller                                                                                      | 80,83000° S, 23,240000° W | 151,95                     | 1976             |
| Boethius         | Boethius (um 470–524), röm. Gelehrter | 01,04000° S, 73,570000° W | 114,73                     | 1976             |
| Botticelli       | Sandro Botticelli (1445–1510), italien. Maler                                                                                                | 63,76000° N, 113,33000° W | 136,35                     | 1979             |
| Brahms           | Johannes Brahms (1833–1897), deutscher Komponist und Pianist                                                                                 | 58,31000° N, 177,36000° W | 100,29                     | 1979             |
| Bramante         | Donato Bramante (1444–1514), italien. Architekt                                                                                              | 47,21000° S, 61,510000° W | 156,00                     | 1976             |
| Brontë           | Charlotte (1816–1855), Emily (1818–1848) und Anne Brontë (1820–1849), engl. Schriftstellerinnen Branwell Brontë (1817–1848), Autor und Maler | 38,53000° N, 127,52000° W | 68,31                      | 1976             |
| Bruegel          | Pieter Bruegel der Ältere (1525–1569), fläm. Maler                                                                                           | 49,74000° N, 109,61000° W | 72,37                      | 1985             |
| Brunelleschi     | Filippo Brunelleschi (1377–1446), florentin. Architekt                                                                                       | 08,92000° S, 22,430000° W | 128,57                     | 1976             |
| Burns            | Robert Burns (1759–1796), schott. Nationaldichter                                                                                            | 54,14000° N, 117,83000° W | 43,02                      | 1985             |
| Byron            | Lord Byron (1788–1824), engl. Dichter | 08,70000° S, 32,930000° W | 106,58                     | 1976             |
| Callicrates      | Kallikrates (um 460-um 420 v. Chr.), griech. Architekt                                                                                       | 66,49000° S, 30,360000° W | 68,32                      | 1976             |
| Calvino          | Italo Calvino (1923–1985), italien. Schriftsteller                                                                                           | 03,93000° S, 55,980000° W | 67,23                      | 9. Juli 2009     |
| Camões           | Luís de Camões (ca. 1524–1580), portugies. Dichter                                                                                           | 71,21000° S, 68,180000° W | 69,67                      | 1976             |
| Carducci         | Giosuè Carducci (1835–1907), italien. Dichter                                                                                                | 36,54000° S, 90,560000° W | 108,19                     | 1976             |
| Cervantes        | Miguel de Cervantes (1547–1616), span. Schriftsteller                                                                                        | 76,05000° S, 124,27000° W | 213,16                     | 1976             |
| Cézanne          | Paul Cézanne (1839–1906), französ. Maler | 08,47000° S, 123,65000° W | 67,49                      | 1985             |
| Chaikovskij      | Pjotr Iljitsch Tschaikowski (1840–1893), russ. Komponist                                                                                     | 07,90000° N, 50,870000° W | 171,02                     | 1976             |
| Chao Meng-Fu     | Zhao Mengfu (1254–1322), chines. Maler und Kalligraf                                                                                         | 87,85000° S, 133,19000° W | 128,65                     | 1976             |
| Chekhov          | Anton Pawlowitsch Tschechow (1860–1904), russ. Schriftsteller                                                                                | 36,22000° S, 61,330000° W | 193,84                     | 1976             |
| Chesterton       | G. K. Chesterton (1874–1936), engl. Schriftsteller                                                                                           | 88,38000° S, 134,49000° W | 37,23                      | 17. Sep. 2012    |
| Chiang K'ui      | Chiang K'ui (12. Jh.), chines. Komponist | 14,74000° N, 102,77000° W | 41,11                      | 1976             |
| Chŏng Ch'ŏl      | Chŏng Ch'ŏl (1536–1593), korean. Dichter | 46,71000° N, 117,53000° W | 143,22                     | 1979             |
| Chopin           | Frédéric Chopin (1810–1849), poln.-französ. Komponist und Pianist                                                                            | 65,50000° S, 123,51000° W | 131,34                     | 1976             |
| Chu Ta           | Zhu Da (ca. 1625–1705), chines. Maler | 02,02000° N, 105,66000° W | 100,38                     | 1976             |
| Coleridge        | Samuel Taylor Coleridge (1772–1834), engl. Dichter                                                                                           | 55,42000° S, 66,230000° W | 111,68                     | 1976             |
| Copland          | Aaron Copland (1900–1990), US-amerikan. Komponist und Pianist                                                                                | 37,65000° N, 73,050000° O | 208,71                     | 3. März 2010     |
| Copley           | John Singleton Copley (1738–1815), US-amerikan. Maler                                                                                        | 38,56000° S, 85,950000° W | 34,89                      | 1976             |
| Couperin         | François Couperin (1668–1733), französ. Komponist                                                                                            | 29,74000° N, 151,90000° W | 79,44                      | 1979             |
| Cunningham       | Imogen Cunningham (1883–1976), US-amerikan. Fotografin                                                                                       | 30,37000° N, 157,16000° O | 37,57                      | 8. Apr. 2008     |
| Dali             | Salvador Dalí (1904–1989), span. Maler | 45,11000° N, 120,03000° O | 176,11                     | 20. Nov. 2008    |
| Darío            | Rubén Darío (1867–1916), nicaraguan. Dichter und Journalist                                                                                  | 26,24000° S, 9,4600005° W | 151,67                     | 1976             |
| Debussy          | Claude Debussy (1862–1918), französ. Komponist                                                                                               | 33,97000° S, 12,690000° O | 80,16                      | 3. März 2010     |
| Degas            | Edgar Degas (1834–1917), französ. Maler | 37,12000° N, 127,99000° W | 54,90                      | 1979             |
| de Graft         | Joe de Graft (1924–1978), ghana. Schriftsteller                                                                                              | 22,14000° N, 2,0000005° O | 68,16                      | 9. Juli 2009     |
| Delacroix        | Eugène Delacroix (1798–1863), französ. Maler                                                                                                 | 44,35000° S, 129,45000° W | 157,77                     | 1979             |
| Derain           | André Derain (1880–1954), französ. Maler | 08,82000° S, 19,710000° O | 167,47                     | 9. Juli 2009     |
| Derzhavin        | Gawriil Romanowitsch Derschawin (1743–1816), russ. Dichter                                                                                   | 46,11000° N, 36,930000° W | 156,30                     | 1979             |
| Despréz          | Josquin Desprez (um 1450–1521), französ. Komponist                                                                                           | 81,05000° N, 102,89000° W | 47,05                      | 1979             |
| Dickens          | Charles Dickens (1812–1870), engl. Schriftsteller                                                                                            | 73,40000° S, 155,63000° W | 77,31                      | 1976             |
| Dominici         | Maria de Dominici (1645–1703), maltes. Bildhauerin und Malerin                                                                               | 01,32000° N, 36,450000° W | 19,95                      | 3. März 2010     |
| Donne            | John Donne (1572–1631), engl. Dichter | 02,99000° N, 13,930000° W | 85,64                      | 1976             |
| Dostoevskij      | Fjodor Michailowitsch Dostojewski (1821–1881), russ. Schriftsteller                                                                          | 44,95000° S, 176,24000° W | 430,35                     | 1979             |
| Dowland          | John Dowland (1562–1626), engl. Komponist | 53,65000° S, 179,55000° O | 158,50                     | 1979             |
| Dürer            | Albrecht Dürer (1471–1528), deutscher Maler                                                                                                  | 21,55000° N, 119,18000° W | 194,71                     | 1976             |
| Dvorák           | Antonín Dvořák (1841–1904), böhm. Komponist                                                                                                  | 09,33000° S, 12,060000° W | 74,38                      | 1976             |
| Eastman          | Charles Eastman (1858–1939), Sioux-Autor | 09,53000° N, 125,84000° O | 67,65                      | 9. Juli 2009     |
| Echegaray        | José Echegaray (1832–1916), span. Dramatiker und Nobelpreisträger                                                                            | 43,67000° N, 20,040000° W | 62,88                      | 1985             |
| Eitoku           | Kanō Eitoku (1543–1590), japan. Maler | 21,86000° S, 157,02000° W | 100,87                     | 1976             |
| Eminescu         | Mihai Eminescu (1850–1889), rumän. Dichter                                                                                                   | 10,70000° N, 114,30000° O | 129,82                     | 8. Apr. 2008     |
| Enwonwu          | Ben Enwonwu (1921–1994), nigerian. Bildhauer und Maler                                                                                       | 09,99000° S, 121,97000° O | 37,75                      | 20. Nov. 2008    |
| Equiano          | Olaudah Equiano (um 1750–1797), Kämpfer für das Verbot des Sklavenhandels                                                                    | 39,99000° S, 30,550000° W | 102,51                     | 1976             |
| Fet              | Afanassi Afanassjewitsch Fet (1820–1892), russ. Dichter                                                                                      | 04,81000° S, 179,84000° O | 79,48                      | 1985             |
| Firdousi         | Firdausi (um 940–1020), persischer Dichter                                                                                                   | 03,48000° N, 65,390000° O | 98,28                      | 3. März 2010     |
| Flaubert         | Gustave Flaubert (1821–1880), französ. Schriftsteller                                                                                        | 13,81000° S, 72,610000° W | 95,34                      | 1985             |
| Futabatei        | Futabatei Shimei (1864–1909), japan. Schriftsteller                                                                                          | 16,08000° S, 83,530000° W | 57,30                      | 1976             |
| Gainsborough     | Thomas Gainsborough (1727–1788), engl. Maler                                                                                                 | 35,76000° S, 175,55000° O | 95,20                      | 1985             |
| Gauguin          | Paul Gauguin (1848–1903), französ. Maler | 66,29000° N, 100,14000° W | 70,10                      | 1979             |
| Geddes           | Wilhelmina Geddes (1887–1955), irische Glasmalerin und Grafikerin                                                                            | 27,23000° N, 29,620000° W | 83,53                      | 3. März 2010     |
| Ghiberti         | Lorenzo Ghiberti (1378–1455), italien. Bildhauer                                                                                             | 48,44000° S, 80,080000° W | 110,18                     | 1976             |
| Gibran           | Khalil Gibran (1883–1931), libanes.-amerikan. Maler, Philosoph und Dichter                                                                   | 35,76000° N, 111,56000° W | 106,26                     | 9. Juli 2009     |
| Giotto           | Giotto di Bondone (ca. 1271–1337), italien. Maler                                                                                            | 12,47000° N, 56,470000° W | 144,21                     | 1976             |
| Glinka           | Michail Iwanowitsch Glinka (1804–1857), russ. Komponist                                                                                      | 14,81000° N, 112,52000° W | 89,04                      | 20. Nov. 2008    |
| Gluck            | Christoph Willibald Gluck (1714–1787), deutscher Komponist                                                                                   | 38,07000° N, 18,610000° W | 100,61                     | 1979             |
| Goethe           | Johann Wolfgang von Goethe (1749–1832), deutscher Dichter und Dramatiker                                                                     | 81,51000° N, 53,830000° W | 317,17                     | 1979             |
| Gogol            | Nikolai Wassiljewitsch Gogol (1809–1852), russ. Schriftsteller                                                                               | 28,29000° S, 147,38000° W | 79,39                      | 1985             |
| Gordimer         | Nadine Gordimer (1923–2014), südafr. Schriftstellerin                                                                                        | 87,72000° S, 170,90000° W | 58                         | 2019             |
| Goya             | Francisco de Goya (1746–1828), span. Maler                                                                                                   | 06,78000° S, 152,15000° W | 138,42                     | 1976             |
| Grieg            | Edvard Grieg (1843–1907), norweg. Komponist                                                                                                  | 52,60000° N, 15,170000° W | 58,84                      | 1985             |
| Guido d'Arezzo   | Guido von Arezzo (um 990–1050), italien. Musiktheoretiker                                                                                    | 38,37000° S, 18,490000° W | 58,04                      | 1976             |
| Hals             | Frans Hals (1581/1585–1666), niederländ. Maler                                                                                               | 54,87000° S, 114,96000° W | 92,88                      | 1985             |
| Han Kan          | Han Gan (720–780), chines. Maler | 72,25000° S, 146,10000° W | 50,12                      | 1985             |
| Handel           | Georg Friedrich Händel (1685–1759), deutsch-brit. Komponist                                                                                  | 03,64000° N, 34,060000° W | 138,04                     | 1976             |
| Harunobu         | Suzuki Harunobu (1720/1724–1770), japanischer Farbholzschnittkünstler                                                                        | 14,90000° N, 140,88000° W | 106,78                     | 1976             |
| Hauptmann        | Gerhart Hauptmann (1862–1946), deutscher Schriftsteller                                                                                      | 23,72000° S, 179,67000° O | 118                        | 1985             |
| Hawthorne        | Nathaniel Hawthorne (1804–1864), US-amerikan. Schriftsteller                                                                                 | 51,31000° S, 115,36000° W | 119,90                     | 1979             |
| Haydn            | Joseph Haydn (1732–1809), österreich. Komponist                                                                                              | 27,27000° S, 71,450000° W | 251,04                     | 1976             |
| Heine            | Heinrich Heine (1797–1856), deutscher Dichter                                                                                                | 32,53000° N, 125,39000° W | 72,68                      | 1979             |
| Hemingway        | Ernest Hemingway (1899–1961), US-amerikan. Schriftsteller                                                                                    | 17,56000° N, 2,9500005° W | 132,11                     | 9. Juli 2009     |
| Hesiod           | Hesiod (um 800 v. Chr.), griech. Dichter | 58,24000° S, 34,220000° W | 101,03                     | 1976             |
| Hiroshige        | Hiroshige (1797–1858), japan. Farbholzschnittkünstler                                                                                        | 13,33000° S, 26,970000° W | 138,42                     | 1976             |
| Hitomaro         | Kakinomoto no Hitomaro (um 655-um 700), japan. Dichter                                                                                       | 16,07000° S, 15,720000° W | 105,21                     | 1976             |
| Hodgkins         | Frances Hodgkins (1869–1947), neuseeländ. Malerin                                                                                            | 29,22000° N, 18,260000° O | 19,15                      | 9. Juli 2009     |
| Hokusai          | Hokusai (1760–1849), japan. Farbholzschnittkünstler und Maler                                                                                | 57,76000° N, 16,900000° O | 114,03                     | 3. März 2010     |
| Holbein          | Hans Holbein der Ältere (um 1465–1524) und Hans Holbein der Jüngere (ca. 1497–1543), deutscher Maler                                         | 36,11000° N, 29,740000° W | 115,51                     | 1979             |
| Holberg          | Ludvig Holberg (1684–1754), norweg.-dän. Schriftsteller                                                                                      | 67,37000° S, 59,590000° W | 64,40                      | 1976             |
| Homer            | Homer (8. oder 9. Jh. v. Chr.), griech. Ependichter                                                                                          | 01,26000° S, 36,580000° W | 318,70                     | 1976             |
| Horace           | Horaz (65–8 v. Chr.), röm. Dichter | 69,31000° S, 49,900000° W | 56,07                      | 1976             |
| Hovnatanian      | Hakob Hovnatanjan (1806–1881), armen. Maler                                                                                                  | 07,73000° S, 172,83000° O | 34,43                      | 20. Nov. 2008    |
| Hugo             | Victor Hugo (1802–1885), französ. Schriftsteller                                                                                             | 39,58000° N, 48,540000° W | 206,20                     | 1979             |
| Hun Kal          | „20“ in der Sprache der Maya. Der Krater definiert den 20. Längengrad.                                                                       | 00,41000° S, 19,940000° W | 1,13                       | 1976             |
| Ibsen            | Henrik Ibsen (1828–1906), norweg. Dichter und Dramatiker                                                                                     | 24,38000° S, 35,910000° W | 159,04                     | 1976             |
| lctinus          | Iktinos (um 450 v. Chr.), griech. Architekt                                                                                                  | 79,21000° S, 175,60000° W | 58,03                      | 1976             |
| Imhotep          | Imhotep (ca. 2686–2613 v. Chr.), ägypt. Baumeister und Hohepriester                                                                          | 18,06000° S, 37,410000° W | 158,78                     | 1976             |
| Ives             | Charles Ives (1874–1954), US-amerikan. Komponist                                                                                             | 32,90000° S, 112,05000° W | 18,42                      | 1979             |
| Izquierdo        | María Izquierdo (ca. 1902–1955), mexikan. Malerin                                                                                            | 01,63000° S, 107,05000° O | 174,15                     | 9. Juli 2009     |
| Janáček          | Leoš Janáček (1854–1928), tschechoslowak. Komponist                                                                                          | 55,60000° N, 154,88000° W | 47,73                      | 1985             |
| Jókai            | Mór Jókai (1825–1904), ungar. Schriftsteller                                                                                                 | 71,81000° N, 138,84000° W | 93,27                      | 1979             |
| Judah Ha-Levi    | Jehuda ha-Levi (um 1075–1141), jüd. Dichter und religiöser Philosoph                                                                         | 10,75000° N, 108,01000° W | 85,61                      | 1976             |
| Kālidāsā         | Kalidasa (5. Jh.), indischer Dichter und Dramatiker                                                                                          | 18,33000° S, 179,70000° W | 160,97                     | 1976             |
| Keats            | John Keats (1795–1821), engl. Dichter | 70,42000° S, 156,98000° W | 107,85                     | 1976             |
| Kenkō            | Yoshida Kenkō (1283–1352), japan. Schriftsteller                                                                                             | 21,29000° S, 16,230000° W | 105,12                     | 1976             |
| Kertész          | André Kertész (1894–1985), ungar.-amerikan. Fotograf                                                                                         | 27,35000° N, 146,22000° O | 31,55                      | 8. Apr. 2008     |
| Khansa           | Al-Chansa (7. Jh.), arab. Dichterin | 59,03000° S, 51,760000° W | 112,93                     | 1976             |
| Kipling          | Rudyard Kipling (1865–1936), engl. Schriftsteller                                                                                            | 19,35000° S, 72,050000° O | 164,27                     | 3. März 2010     |
| Kipling          | Jack Kirby (1917–1994), US-amerikan. Comic-Pionier                                                                                           | 82,96000° N, 151,32000° W | 31                         | 11. Sep. 2019    |
| Kōshō            | Kōshō (13. Jh.), japan. Bildhauer | 59,85000° N, 139,90000° W | 64,57                      | 1985             |
| Kuan Han-Ch'ing  | Guan Hanqing (ca. 1241–1320), chines. Dramatiker                                                                                             | 29,40000° N, 53,640000° W | 143,72                     | 1979             |
| Kuiper           | Gerard Peter Kuiper (1905–1973), niederländ.-amerikan. Astronom                                                                              | 11,32000° S, 31,400000° W | 62,32                      | 1976             |
| Kunisada         | Utagawa Kunisada (1786–1865), japanischer Farbholzschnittkünstler                                                                            | 01,36000° N, 112,88000° O | 241,45                     | 9. Juli 2009     |
| Kurosawa         | Kinko Kurosawa (18. Jh.), japan. Komponist                                                                                                   | 52,63000° S, 21,460000° W | 151,68                     | 1976             |
| Lange            | Dorothea Lange (1895–1965), US-amerikan. Fotografin                                                                                          | 06,39000° N, 100,60000° O | 176,23                     | 9. Juli 2009     |
| Leopardi         | Giacomo Leopardi (1798–1837), italien. Dichter, Philologe und Philosoph                                                                      | 72,70000° S, 176,44000° O | 71,45                      | 1976             |
| Lermontov        | Michail Jurjewitsch Lermontow (1814–1841), russ. Dichter                                                                                     | 15,27000° N, 48,910000° W | 165,82                     | 1976             |
| Lessing          | Gotthold Ephraim Lessing (1729–1781), deutscher Dramatiker, Dichter und Philosoph                                                            | 28,42000° S, 90,290000° W | 95,39                      | 1985             |
| Liang K'ai       | Liang Kai (ca. 1140–1210), chines. Maler | 39,77000° S, 175,62000° O | 144,95                     | 1979             |
| Li Ch'ing-Chao   | Li Qingzhao (1081-ca. 1141), chines. Dichterin                                                                                               | 77,91000° S, 71,400000° W | 69,12                      | 1976             |
| Li Po            | Li Bai (701–762), chines. Dichter | 17,20000° N, 35,610000° W | 109,63                     | 1976             |
| Liszt            | Franz Liszt (1811–1886), ungar. Komponist und Pianist                                                                                        | 16,10000° S, 168,21000° W | 78,64                      | 1985             |
| Lorde            | Audre Lorde (1934–1992), US-amerikan. Schriftstellerin und Aktivistin                                                                        | 69,12000° S, 49,570000° W | 45                         | 2022             |
| Lu Hsun          | Lu Xun (1881–1936), chines. Schriftsteller                                                                                                   | 00,03000° N, 23,700000° W | 96,41                      | 1976             |
| Lysippus         | Lysipp (4. Jh. v. Chr.), griech. Bildhauer                                                                                                   | 00,70000° N, 132,78000° W | 154,64                     | 1976             |
| Ma Chih-Yuan     | Ma Zhiyuan (nach 1250), chines. Dramatiker                                                                                                   | 60,01000° S, 78,010000° W | 196,96                     | 1976             |
| Machaut          | Guillaume de Machaut (um 1300–1377), französ. Dichter und Komponist                                                                          | 02,04000° S, 82,330000° W | 104,00                     | 1976             |
| Mahler           | Gustav Mahler (1860–1911), österreich. Komponist                                                                                             | 19,79000° S, 18,640000° W | 103,71                     | 1976             |
| Mansart          | Jules Hardouin-Mansart (ca. 1646–1708), französ. Architekt                                                                                   | 72,66000° N, 123,77000° W | 84,97                      | 1979             |
| Mansur           | Mansur (17. Jh.), indischer Maler | 47,34000° N, 163,52000° W | 94,87                      | 1979             |
| March            | Ausiàs March (1397–1459), katalan. Dichter                                                                                                   | 30,92000° N, 176,22000° W | 83,28                      | 1979             |
| Mark Twain       | Mark Twain (1835–1910), US-amerikan. Schriftsteller und Satiriker                                                                            | 10,90000° S, 138,08000° W | 142,41                     | 1976             |
| Martí            | José Martí (1853–1895), kuban. Dichter und Essayist                                                                                          | 75,92000° S, 168,03000° W | 69,48                      | 1976             |
| Martial          | Martial (um 40-ca. 103), röm. Dichter | 68,37000° N, 178,25000° W | 51,42                      | 1979             |
| Matabei          | Iwasa Matabē (1578–1650), japan. Maler | 39,84000° S, 13,940000° W | 23,52                      | 9. Juli 2009     |
| Matisse          | Henri Matisse (1869–1954), französ. Maler und Bildhauer                                                                                      | 23,79000° S, 90,110000° W | 189,04                     | 1976             |
| Melville         | Herman Melville (1819–1891), US-amerikan. Schriftsteller                                                                                     | 22,12000° N, 9,8000005° W | 146,45                     | 1976             |
| Mena             | Juan de Mena (1411–1456), span. Dichter | 00,15000° S, 124,64000° W | 15,19                      | 1976             |
| Mendes Pinto     | Fernão Mendes Pinto (um 1510–1583), portugies. Schriftsteller                                                                                | 61,65000° S, 17,580000° W | 192,21                     | 1976             |
| Michelangelo     | Michelangelo (1475–1564), italien. Maler, Bildhauer und Architekt                                                                            | 44,90000° S, 109,73000° W | 229,71                     | 1979             |
| Mickiewicz       | Adam Mickiewicz (1798–1855), poln. Dichter                                                                                                   | 23,15000° N, 103,30000° W | 102,69                     | 1976             |
| Milton           | John Milton (1608–1674), engl. Dichter | 26,12000° S, 175,01000° W | 180,85                     | 1976             |
| Mistral          | Gabriela Mistral (1889–1957), chilen. Dichterin                                                                                              | 04,71000° N, 54,580000° W | 101,93                     | 1976             |
| Mofolo           | Thomas Mofolo (1876/77–1948), südafrikan. Schriftsteller                                                                                     | 37,82000° S, 28,180000° W | 103,16                     | 1976             |
| Molière          | Molière (1622–1673), französ. Dramatiker und Satiriker                                                                                       | 15,45000° N, 17,390000° W | 139,26                     | 1976             |
| Monet            | Claude Monet (1840–1926), französ. Maler | 44,25000° N, 9,6600005° W | 203,10                     | 1979             |
| Monteverdi       | Claudio Monteverdi (1567–1643), italien. Komponist                                                                                           | 64,50000° N, 80,880000° W | 133,57                     | 1979             |
| Moody            | Ronald Moody (1900–1984), jamaikan. Bildhauer und Maler                                                                                      | 13,21000° S, 144,97000° O | 82,57                      | 20. Nov. 2008    |
| Mozart           | Wolfgang Amadeus Mozart (1756–1791), österreich. Komponist                                                                                   | 07,79000° N, 169,59000° O | 241,04                     | 1976             |
| Munch            | Edvard Munch (1863–1944), norweg. Maler und Grafiker                                                                                         | 40,54000° N, 153,05000° O | 57,04                      | 20. Nov. 2008    |
| Munkácsy         | Mihály von Munkácsy (1844–1900), ungar. Maler                                                                                                | 22,04000° N, 101,15000° O | 193,36                     | 9. Juli 2009     |
| Murasaki         | Murasaki Shikibu (978–1014/1026), japan. Schriftstellerin                                                                                    | 12,50000° S, 30,500000° W | 132,24                     | 1976             |
| Mussorgskij      | Modest Petrowitsch Mussorgski (1839–1881), russ. Komponist                                                                                   | 32,74000° N, 97,620000° W | 115,71                     | 1979             |
| Myron            | Myron (um 480-um 440 v. Chr.), griech. Bildhauer                                                                                             | 71,22000° N, 84,900000° W | 25,13                      | 1979             |
| Nampeyo          | Nampeyo (um 1860–1942), Töpfer vom Stamm der Hopi                                                                                            | 40,26000° S, 49,890000° W | 49,20                      | 1976             |
| Navoi            | Mir ʿAli Schir Nawāʾi (1441–1501), usbek. Dichter                                                                                            | 58,82000° N, 160,59000° O | 68,68                      | 20. Nov. 2008    |
| Nawahi           | Joseph Nawahi (1842–1896), hawaiischer Maler                                                                                                 | 35,91000° N, 145,34000° O | 37,80                      | 20. Nov. 2008    |
| Neruda           | Pablo Neruda (1904–1973), chilen. Dichter | 52,61000° S, 125,80000° O | 111,55                     | 8. Apr. 2008     |
| Nervo            | Amado Nervo (1870–1919), mexikan. Dichter | 42,63000° N, 179,72000° W | 66,32                      | 1979             |
| Neumann          | Balthasar Neumann (1687–1753), deutscher Architekt                                                                                           | 37,26000° S, 34,530000° W | 122,16                     | 1976             |
| Nizāmī           | Nezāmi (ca. 1141–1209), pers. Ependichter | 70,38000° N, 167,12000° W | 76,88                      | 1979             |
| Ōkyo             | Maruyama Ōkyo (1733–1795), japan. Maler | 69,95000° S, 74,360000° W | 65,65                      | 1985             |
| Oskison          | John Milton Oskison (1874–1947), Cherokee-Schriftsteller                                                                                     | 60,38000° N, 145,36000° O | 121,88                     | 20. Nov. 2008    |
| Ovid             | Ovid (43 v. Chr.-17 n. Chr.), röm. Dichter                                                                                                   | 69,62000° S, 20,250000° W | 41,59                      | 1976             |
| Petrarch         | Francesco Petrarca (1304–1374), italien. Dichter                                                                                             | 30,47000° S, 26,300000° W | 166,66                     | 1976             |
| Phidias          | Phidias (um 490-um 430 v. Chr.), griech. Bildhauer                                                                                           | 08,94000° N, 149,67000° W | 168,46                     | 1976             |
| Philoxenus       | Philoxenos von Kythira (436–380 v. Chr.), griech. Dithyrambendichter                                                                         | 08,68000° S, 111,71000° W | 86,72                      | 1976             |
| Picasso          | Pablo Picasso (1881–1973), span. Maler und Bildhauer                                                                                         | 03,37000° N, 50,160000° O | 134,32                     | 3. März 2010     |
| Pigalle          | Jean-Baptiste Pigalle (1714–1785), französ. Bildhauer                                                                                        | 37,56000° S, 9,6900005° W | 152,93                     | 1976             |
| Po Chü-I         | Bai Juyi (772–846), chines. Dichter | 06,95000° S, 165,29000° W | 69,70                      | 1976             |
| Po Ya            | Bo Ya (8. Jh.), chines. Musiker | 45,98000° S, 20,060000° W | 101,00                     | 1976             |
| Poe              | Edgar Allan Poe (1809–1849), US-amerikan. Schriftsteller                                                                                     | 43,88000° N, 159,30000° O | 76,66                      | 20. Nov. 2008    |
| Polygnotus       | Polygnotos (um 450 v. Chr.), griech. Maler                                                                                                   | 00,04000° S, 69,210000° W | 124,07                     | 1976             |
| Praxiteles       | Praxiteles (um 370-um 330 v. Chr.), griech. Bildhauer                                                                                        | 27,26000° N, 60,300000° W | 198,08                     | 1979             |
| Proust           | Marcel Proust (1871–1922), französ. Schriftsteller                                                                                           | 19,55000° N, 47,650000° W | 145,09                     | 1976             |
| Puccini          | Giacomo Puccini (1858–1924), italien. Komponist                                                                                              | 65,42000° S, 45,230000° W | 76,27                      | 1976             |
| Purcell          | Henry Purcell (ca. 1659–1695), engl. Komponist                                                                                               | 80,35000° N, 152,55000° W | 87,67                      | 1979             |
| Pushkin          | Alexander Sergejewitsch Puschkin (1799–1837), russ. Dichter                                                                                  | 65,30000° S, 21,700000° W | 232,10                     | 1976             |
| Qi Baishi        | Qi Baishi (1864–1957), chines. Maler | 04,30000° S, 164,47000° O | 14,91                      | 20. Nov. 2008    |
| Rabelais         | François Rabelais (ca. 1483–1553), französ. Schriftsteller                                                                                   | 60,44000° S, 61,840000° W | 154,29                     | 1976             |
| Rachmaninoff     | Sergei Wassiljewitsch Rachmaninow (1873–1943), russ. Komponist, Pianist und Dirigent                                                         | 27,79000° N, 57,580000° O | 305,62                     | 18. März 2010    |
| Raden Saleh      | Raden Saleh (1811–1880), javan. Maler | 02,06000° N, 158,93000° O | 22,64                      | 20. Nov. 2008    |
| Raditladi        | Leetile Disang Raditladi (1910–1971), botswanischer Dramatiker und Dichter                                                                   | 27,11000° N, 119,17000° O | 257,66                     | 8. Apr. 2008     |
| Rajnis           | Rainis (1865–1929), lett. Dichter | 04,36000° N, 96,130000° W | 79,70                      | 1976             |
| Rameau           | Jean-Philippe Rameau (1683–1764), französ. Komponist                                                                                         | 54,53000° S, 37,190000° W | 58,01                      | 1976             |
| Raphael          | Raffael (1483–1520), italien. Maler und Architekt                                                                                            | 20,04000° S, 76,690000° W | 342,15                     | 1976             |
| Ravel            | Maurice Ravel (1875–1937), französ. Komponist                                                                                                | 11,95000° S, 38,160000° W | 77,62                      | 1985             |
| Rembrandt        | Rembrandt van Rijn (1606–1669), niederländ. Maler                                                                                            | 32,83000° S, 87,540000° O | 716,12                     | 27. Feb. 2009    |
| Renoir           | Pierre-Auguste Renoir (1841–1919), französ. Maler                                                                                            | 18,29000° S, 51,890000° W | 219,88                     | 1976             |
| Repin            | Ilja Jefimowitsch Repin (1844–1930), russ. Maler                                                                                             | 19,11000° S, 63,340000° W | 95,44                      | 1976             |
| Riemenschneider  | Tilman Riemenschneider (um 1460–1531), deutscher Bildschnitzer und Bildhauer                                                                 | 53,10000° S, 99,990000° W | 183,96                     | 1979             |
| Rilke            | Rainer Maria Rilke (1875–1926), deutscher Dichter                                                                                            | 44,77000° S, 12,460000° W | 81,67                      | 1976             |
| Rimbaud          | Arthur Rimbaud (1854–1891), französ. Dichter                                                                                                 | 63,67000° S, 148,83000° W | 78,23                      | 1985             |
| Rodin            | Auguste Rodin (1840–1917), französ. Bildhauer                                                                                                | 21,64000° N, 18,880000° W | 230,65                     | 1976             |
| Rubens           | Peter Paul Rubens (1577–1640), fläm. Maler                                                                                                   | 60,81000° N, 78,270000° W | 158,79                     | 1979             |
| Rublev           | Andrei Rubljow (um 1370–1430), russ. Ikonenmaler                                                                                             | 15,10000° S, 156,99000° W | 128,94                     | 1976             |
| Rūdaki           | Rudaki (ca. 859–940/941), pers. Dichter | 04,00000° S, 51,690000° W | 123,54                     | 1976             |
| Rude             | François Rude (1784–1855), französ. Bildhauer                                                                                                | 33,26000° S, 79,190000° W | 68,52                      | 1985             |
| Rūmī             | Dschalal ad-Din ar-Rumi (1207–1273), pers. Dichter und Mystiker                                                                              | 24,14000° S, 105,19000° W | 75,06                      | 1985             |
| Sadī             | Saadi (ca. 1213–1291/1292), pers. Dichter | 79,15000° S, 51,180000° W | 66,54                      | 1976             |
| Saikaku          | Ihara Saikaku (1642–1693), japan. Schriftsteller                                                                                             | 71,89000° N, 178,00000° W | 64,06                      | 1979             |
| Sander           | August Sander (1876–1964), deutscher Fotograf                                                                                                | 42,47000° N, 154,72000° O | 47,24                      | 8. Apr. 2008     |
| Sarmiento        | Domingo Faustino Sarmiento (1811–1888), argentin. Schriftsteller                                                                             | 29,33000° S, 170,45000° O | 95,34                      | 1979             |
| Sayat-Nova       | Sayat Nova (1712–1795), armen. oder georg. Liederschreiber                                                                                   | 28,11000° S, 122,56000° W | 145,87                     | 1979             |
| Scarlatti        | Domenico (1685–1757) und Alessandro Scarlatti (1660–1725), italien. Komponisten                                                              | 40,84000° N, 101,25000° W | 131,99                     | 1979             |
| Schoenberg       | Arnold Schönberg (1874–1951), österreich.-amerikan. Komponist                                                                                | 16,11000° S, 135,99000° W | 27,61                      | 1976             |
| Schubert         | Franz Schubert (1797–1828), österreich. Komponist                                                                                            | 43,13000° S, 54,310000° W | 190,71                     | 1976             |
| Scopas           | Skopas (4. Jh. v. Chr.), griech. Bildhauer und Architekt                                                                                     | 80,80000° S, 177,91000° W | 83,16                      | 1976             |
| Sei              | Sei Shōnagon (ca. 966–1013), japan. Tagebuchschreiberin und Dichterin                                                                        | 64,63000° S, 88,630000° W | 137,11                     | 1976             |
| Shakespeare      | William Shakespeare (1564–1616), engl. Dichter und Dramatiker                                                                                | 47,79000° N, 152,25000° W | 399,06                     | 1979             |
| Shelley          | Percy Bysshe Shelley (1792–1822), engl. Dichter                                                                                              | 47,60000° S, 128,22000° W | 170,98                     | 1979             |
| Sher-Gil         | Amrita Sher-Gil (1913–1941), indische Malerin                                                                                                | 45,25000° S, 134,75000° O | 76,56                      | 20. Nov. 2008    |
| Shevchenko       | Taras Schewtschenko (1814–1861), ukrain. Dichter                                                                                             | 53,55000° S, 46,170000° W | 143,33                     | 1976             |
| Sholem Aleichem  | Scholem Alejchem (1859–1916), jiddischer Schriftsteller                                                                                      | 50,97000° N, 90,490000° W | 195,57                     | 1979             |
| Sibelius         | Jean Sibelius (1865–1957), finn. Komponist                                                                                                   | 49,54000° S, 145,25000° W | 93,58                      | 1985             |
| Simonides        | Simonides von Keos (556–468 v. Chr.), griech. Dichter                                                                                        | 29,11000° S, 44,790000° W | 87,33                      | 1985             |
| Sinan            | Sinan (1489–1588), türk. Architekt | 15,52000° N, 30,580000° W | 134,37                     | 1976             |
| Smetana          | Bedřich Smetana (1824–1884), tschech. Komponist                                                                                              | 48,42000° S, 69,970000° W | 191,37                     | 1985             |
| Snorri           | Snorri Sturluson (1179–1241), isländ. Skalde                                                                                                 | 09,15000° S, 83,230000° W | 21,27                      | 1976             |
| Sophocles        | Sophokles (ca. 496–406 v. Chr.), griech. Dramatiker                                                                                          | 07,02000° S, 145,92000° W | 142,11                     | 1976             |
| Sor Juana        | Juana Inés de la Cruz (1648–1695), mexikan. Schriftstellerin                                                                                 | 50,62000° N, 25,570000° W | 102,56                     | 1979             |
| Sōseki           | Natsume Sōseki (1867–1916), japan. Schriftsteller                                                                                            | 39,32000° N, 38,710000° W | 91,75                      | 1985             |
| Sōtatsu          | Tawaraya Sōtatsu (1600–1643), japan. Maler                                                                                                   | 48,71000° S, 18,190000° W | 156,50                     | 1976             |
| Spitteler        | Carl Spitteler (1845–1924), Schweizer Schriftsteller                                                                                         | 69,18000° S, 60,240000° W | 66,70                      | 1976             |
| Steichen         | Edward Steichen (1879–1973), US-amerikan. Fotograf und Maler                                                                                 | 12,82000° S, 77,130000° O | 196,17                     | 3. März 2010     |
| Stoddart         | Margaret Stoddart (1865–1934), neuseeländische Malerin                                                                                       | 12,17000° S, 85,660000° W | 155,00                     | 26. Aug. 2024    |
| Stravinsky       | Igor Fjodorowitsch Strawinski (1882–1971), russ.-amerikan. Komponist                                                                         | 51,97000° N, 78,910000° W | 129,07                     | 1979             |
| Strindberg       | August Strindberg (1849–1912), schwed. Schriftsteller                                                                                        | 53,21000° N, 136,56000° W | 189,14                     | 1979             |
| Sullivan         | Louis Sullivan (1856–1924), US-amerikan. Architekt                                                                                           | 16,01000° S, 86,960000° W | 153,23                     | 1976             |
| Sūr Dās          | Sur Das (1483–1563), indischer Dichter | 46,86000° S, 93,710000° W | 131,32                     | 1979             |
| Surikov          | Wassili Iwanowitsch Surikow (1848–1916), russ. Maler                                                                                         | 37,08000° S, 124,93000° W | 108,68                     | 1979             |
| Sveinsdóttir     | Júlíana Sveinsdóttir (1889–1966), isländ. Malerin und Textilkünstlerin                                                                       | 02,81000° S, 100,29000° O | 212,80                     | 8. Apr. 2008     |
| Takanobu         | Fujiwara no Takanobu (1142–1205), japan. Dichter und Porträtmaler                                                                            | 30,65000° N, 108,62000° W | 72,28                      | 1985             |
| Takayoshi        | Takayoshi (12. Jh.), japan. Maler | 37,24000° S, 163,79000° W | 135,86                     | 1979             |
| Tansen           | Tansen, indischer Komponist am Hofe des Großmoguls Akbar I.                                                                                  | 04,13000° N, 71,640000° W | 27,09                      | 1976             |
| Thākur           | Rabindranath Thakur (1861–1941), bengal. Schriftsteller, Nobelpreisträger                                                                    | 02,98000° S, 64,410000° W | 111,05                     | 1976             |
| Theophanes       | Theophanes der Grieche (um 1330–1405), byzantin. Maler                                                                                       | 05,07000° S, 142,68000° W | 46,39                      | 1976             |
| Thoreau          | Henry David Thoreau (1817–1862), US-amerikan. Dichter und Philosoph                                                                          | 05,95000° N, 132,56000° W | 71,71                      | 1985             |
| Tintoretto       | Jacopo Tintoretto (1518–1594), italien. Maler                                                                                                | 48,08000° S, 22,950000° W | 94,21                      | 1976             |
| Titian           | Tizian (ca. 1488/90–1576), italien. Maler | 03,66000° S, 42,560000° W | 109,15                     | 1976             |
| Tolstoj          | Lew Nikolajewitsch Tolstoi (1828–1910), russ. Schriftsteller                                                                                 | 16,24000° S, 164,66000° W | 355,55                     | 1976             |
| To Ngoc Van      | To Ngoc Van (1906–1954), vietnames. Maler | 52,50000° N, 111,98000° W | 71,08                      | 9. Juli 2009     |
| Ts'ai Wen-Chi    | Cai Wenji, chines. Komponistin der Han-Dynastie                                                                                              | 23,41000° N, 22,960000° W | 123,80                     | 1976             |
| Ts'ao Chan       | Cao Xueqin (um 1715–1763), chines. Schriftsteller                                                                                            | 13,33000° S, 142,19000° W | 109,97                     | 1976             |
| Tsurayuki        | Ki no Tsurayuki (872–945), japan. Schriftsteller                                                                                             | 63,01000° S, 20,260000° W | 83,07                      | 1976             |
| Tung Yüan        | Dong Yuan (10. Jh.), chines. Maler | 75,22000° N, 63,490000° W | 60,46                      | 1979             |
| Turgenev         | Iwan Sergejewitsch Turgenew (1818–1883), russ. Schriftsteller                                                                                | 65,63000° N, 136,36000° W | 136,37                     | 1979             |
| Tyagaraja        | Tyagaraja (1767–1847), indischer Komponist                                                                                                   | 03,90000° N, 148,75000° W | 96,88                      | 1976             |
| Unkei            | Unkei (ca. 1148–1223), japan. Bildhauer | 31,81000° S, 62,540000° W | 121,47                     | 1976             |
| Ustad Isa        | Ustad Isa (17. Jh.), türk. oder pers. Architekt                                                                                              | 31,97000° S, 166,09000° W | 137,78                     | 1979             |
| Vālmiki          | Valmiki (1. Jh. v. Chr.), Sanskrit-Dichter, Autor des Ramayana                                                                               | 23,63000° S, 141,40000° W | 209,58                     | 1976             |
| Van Dijck        | Anthonis van Dyck (1599–1641), fläm. Maler                                                                                                   | 75,48000° N, 166,89000° W | 101,23                     | 1979             |
| Van Eyck         | Jan van Eyck (um 1395–1441), fläm. Maler | 43,13000° N, 159,37000° W | 271,18                     | 1979             |
| Van Gogh         | Vincent van Gogh (1853–1890), niederländ. Maler                                                                                              | 76,84000° S, 138,41000° W | 99,40                      | 1976             |
| Velázquez        | Diego Velázquez (1599–1660), span. Maler | 37,59000° N, 55,430000° W | 127,97                     | 1979             |
| Verdi            | Giuseppe Verdi (1813–1901), italien. Komponist                                                                                               | 64,25000° N, 169,62000° W | 144,55                     | 1979             |
| Vieira da Silva  | Maria Helena Vieira da Silva (1908–1992), port.-franz. Malerin                                                                               | 01,56000° N, 124,64000° W | 273,84                     | 16. Dez. 2013    |
| Vincente         | Gil Vicente (um 1465–1537), portugies. Dramatiker                                                                                            | 56,73000° S, 142,86000° W | 108,41                     | 1979             |
| Vivaldi          | Antonio Vivaldi (1678–1741), italien. Komponist                                                                                              | 13,77000° N, 85,890000° W | 213,82                     | 1976             |
| Vlaminck         | Maurice de Vlaminck (1876–1958), französ. Maler                                                                                              | 28,48000° N, 110,09000° O | 82                         | 1985             |
| Vonnegut         | Kurt Vonnegut (1922–2007), US-amerikanischer Schriftsteller                                                                                  | 82,72000° N, 13,440000° W | 26,61                      | 2017             |
| Vyāsa            | Vyasa (um 1500 v. Chr.), indischer Dichter                                                                                                   | 49,80000° N, 84,620000° W | 296,80                     | 1979             |
| Wagner           | Richard Wagner (1813–1883), deutscher Komponist                                                                                              | 68,20000° S, 114,93000° W | 134,11                     | 1976             |
| Wang Meng        | Wang Meng (1308–1385), chines. Maler | 08,64000° N, 104,06000° W | 165,12                     | 1976             |
| Warhol           | Andy Warhol (1928–1987), US-amerikanischer Popart-Künstler                                                                                   | 02,57000° S, 6,1300005° O | 91,35                      | 24. Apr. 2012    |
| Waters           | Muddy Waters (1913–1983), US-amerikanischer Bluesmusiker                                                                                     | 08,96000° S, 105,45000° O | 15                         | 19. Dez. 2012    |
| Wergeland        | Henrik Arnold Wergeland (1808–1845), norweg. Dichter                                                                                         | 37,87000° S, 56,270000° W | 42,23                      | 1976             |
| Whitman          | Walt Whitman (1819–1892), US-amerikan. Dichter                                                                                               | 41,39000° N, 111,80000° W | 64,39                      | 1985             |
| Wren             | Christopher Wren (1632–1723), engl. Architekt                                                                                                | 24,76000° N, 36,060000° W | 204,28                     | 1979             |
| Xiao Zhao        | Xiao Zhao (ca. 1130–1162), chines. Maler | 10,57000° N, 123,91000° O | 24,13                      | 8. Apr. 2008     |
| Yeats            | William Butler Yeats (1865–1939), irischer Dichter und Dramatiker                                                                            | 09,48000° N, 35,010000° W | 92,28                      | 1976             |
| Yoshikawa        | Yoshikawa Eiji (1892–1962), japan. Schriftsteller                                                                                            | 81,21000° N, 106,03000° O | 30                         | 6. Aug. 2012     |
| Yun Sǒn-Do       | Yun Seon-do (1587–1671), korean. Dichter | 73,50000° S, 110,05000° W | 75,62                      | 1976             |
| Zeami            | Zeami Motokiyo (ca. 1363–1443), japan. Dramatiker und Schauspieler des Nō                                                                    | 02,98000° S, 147,38000° W | 128,57                     | 1976             |
| Zola             | Émile Zola (1840–1902), französ. Schriftsteller                                                                                              | 49,68000° N, 178,15000° W | 70,47                      | 1979             |